# Bumerang (1947)
Bumerang ist ein 1946 von Elia Kazan gedrehter Film-noir-Thriller mit Dana Andrews, Jane Wyatt und Lee J. Cobb in den Hauptrollen. Der Kriminalfilm war sowohl ein überragender Kritiker- als auch Kassenerfolg und basierte auf einer im Reader’s Digest im Dezember 1945 veröffentlichten Nacherzählung eines realen Kriminalfalles aus den 1920er Jahren.

## Handlung
Pater Lambert, ein sehr beliebter Geistlicher in der Stadt Bridgeport, Connecticut, wird eines Abends auf offener Straße erschossen. Die Polizei unter der Führung von Chief „Robby“ Robinson tritt bei ihren Ermittlungen auf der Stelle, denn Motiv und Verdächtige sind in dem seltsamen Fall nicht auszumachen. Mehrere Kommunalpolitiker der regierenden Reformpartei sehen sich genötigt, in die Ermittlungen einzugreifen, um diesen in der Bevölkerung und der lokalen Presse heiß diskutierten Fall nicht zu einem Problem bezüglich mangelnder Sicherheit auf Bridgeports Straßen werden zu lassen. Die Opposition und der mit ihr zusammenarbeitende Zeitungsverleger Wade profilieren sich, indem sie der Polizei und damit auch der Stadtverwaltung Inkompetenz und Unfähigkeit vorwerfen. Die regierende Partei fürchtet daher, dass sie ohne eine Aufklärung des Mordes die nächste Wahl verlieren werden.
Robinson und der District Attorney des Bundesstaates, Henry Harvey, geraten bald unter immensen Druck, den Fall aufzuklären und endlich den Mörder des Geistlichen zu präsentieren. Andernfalls, so liegt die Drohung über den Ermittlern im Raum, werde man Hilfe von außen holen. Unter Hochdruck werden die Ermittlungen geführt und eine Fahndung in ganz Neuengland ausgelöst. Schließlich gerät der nicht sesshafte John Waldron ins Visier von Polizei und Staatsanwaltschaft, da er der Beschreibung des Täters durch Zeugen ähnlich sieht. Die Polizei, durch den politischen Druck dazu angestiftet, übereilt zu handeln und einen Täter zu präsentieren, wendet harte Methoden an. Zwei Tage lang wird der Mann einem scharfen Polizeiverhör ausgesetzt, bis er, von den Verhörmethoden und dem ständigen Schlafentzug völlig zermürbt, schließlich gesteht. Die Beweise scheinen erdrückend, und die bei ihm gefundene Schusswaffe wird als die Mordwaffe angenommen.
Für Robinson, der diesen Polizeierfolg mehr als alles benötigt, ist alles klar, doch Staatsanwalt Harvey, dem Sorgfalt über alles geht, hat beträchtliche Zweifel. Er geht der Angelegenheit noch einmal nach, befragt Waldron persönlich und überprüft die angeblichen Beweise. Schließlich kommt er zum Schluss, dass Waldron wahrscheinlich unschuldig ist. Harvey gerät dadurch zwischen sämtliche Stühle und riskiert seine anstehende Wiederwahl zum District Attorney. Als er vor Gericht erstmals öffentlich seine Zweifel an der Schuld Waldrons äußert, reagieren seine politischen Freunde, die Polizei und gute Teile der Bevölkerung mit Unverständnis oder gar Wut. Der Richter stellt Harveys Motive in Zweifel und fragt ihn, ob er mit diesem spektakulären Auftritt seine Wiederwahl sichern wolle. Obwohl Harveys Sache als Staatsanwalt die einer Strafverfolgung des Angeklagten ist, fordert er, dass die Anklage gegen Waldron eingestellt wird. 
Aufgrund der Aufregung im Gerichtssaal vertagt der Richter die Fortführung des Prozesses um einen Tag. Vor dem Gefängnis rottet sich zeitweise ein Mob zusammen, der Waldron auf eine ganz eigene Art einer „Gerechtigkeit“ zuführen will. Am Abend werden Harvey und seine Frau Madge von dem skrupellosen Geschäftsmann und Parteikollegen Paul Harris aufgesucht. Harris hat sein ganzes Vermögen in den heimlichen Kauf von Bauland gesteckt, um es später an die Stadt verkaufen zu können. Da Harris seine dubiosen Geschäfte aber nur mit seinen Kollegen der Reformpartei machen kann, hängt von deren Wiederwahl seine Existenz ab – und die sieht er durch Harveys Auftritt vor Gericht gefährdet. Harris eröffnet dem Staatsanwalt, dass Madge ihm einst Geld für den Kauf des Baulandes verliehen hatte, wenngleich sie nicht die Korruption dahinter kannte. Deshalb kann Harris dem Ehepaar drohen, sie auch in den Skandal zu ziehen, falls Harvey nicht für die Verurteilung Waldrons sorgt. Harvey steckt in einem Dilemma, bleibt aber prinzipientreu.
Am nächsten Tag vor Gericht legt Harvey die Fehler bei der Tätersuche offen: die Zeugen konnten im dunklen Abendlicht unmöglich genau beschwören, dass sie Waldron und nicht jemand anderen gesehen haben. Dafür hatte Harvey mit seinen Kollegen den Mord unter ähnlichen Verhältnissen nachgestellt und herausgefunden, dass die Zeugen das Gesicht des Täters nicht detailliert hatten betrachten können. Offenbar sorgte der Wunsch nach einem gefundenen Täter dafür, dass sie diesen eilfertig in Waldron erkannten. Auch hat eine genauere Untersuchung des Projektils ergeben, dass es doch nicht aus der Waffe Waldrons kommen kann.
Am Ende siegt bei Justiz und Bevölkerung die Erkenntnis, dass man niemanden verurteilen kann, dessen Schuld nicht einwandfrei nachgewiesen werden kann. Harris begeht noch im Gerichtssaal Suizid, nachdem ein Reporter hinter dessen Machenschaften gekommen ist. Der Film endet in einer Nachbetrachtung, dass der wahre Mörder von Pater Lambert nie ermittelt werden konnte.

## Produktionsnotizen
Bumerang entstand ab Mitte September bis November 1946 in Stamford (Connecticut) und White Plains (New York). Kazan hatte alle Orte persönlich ausgesucht; bei den Dreharbeiten versammelten sich bis zu 5.000 Personen als Zuschauer; der Regisseur verteilte Statisten-Rollen aus dem Stegreif an Umstehende, vor allem an Polizisten. Am 26. Januar 1947 war in London die Uraufführung. Massenstart war in New York am 11. April. In Österreich feierte der Streifen bereits am 24. Juni 1949 seine Kinopremiere. In Deutschland fand der Film erst nach Jahrzehnten, im Fernsehen, seine Premiere. Dort lief Bumerang in der ARD am 21. Dezember 1974.
Richard Day und Chester Gore schufen die Filmbauten, Thomas K. Little war Ausstatter. Kay Nelson entwarf unter der Leitung von Charles Le Maire kreierte die Kostüme. Alfred Newman hatte die musikalische Leitung.
Der berühmte Dramatiker Arthur Miller ist kurz in einer kleinen Rolle als Mordverdächtiger zu sehen.
Bumerang kostete in der Herstellung US $ 1,14 Millionen und spielte in Nordamerika nahezu das Doppelte wieder ein. Damit galt der Film als Kassenerfolg.

## Wissenswertes
Dana Andrews’ Part des Henry Harvey orientiert sich an Homer S. Cummings, der ab 1933 unter Präsident Roosevelt als United States Attorney General diente.
Die Geschichte orientierte sich an einem Kriminalfall, der sich 1924 in Bridgeport (Connecticut) ereignet hatte.
Der bühnenerfahrene Charakterschauspieler Ed Begley gab hier seinen Einstand vor der Kamera: Er spielte im Nebenstrang der Geschichte eine zentrale Rolle, den skrupellosen und Henry Harvey erpressenden Geschäftsmann Paul Harris, der zum Ende des Films hin mitten im Gerichtssaal Selbstmord verübt.
Bumerang wurde auch zu einem halbstündigen Rundfunkstück adaptiert, das erstmals am 10. November 1947 ausgestrahlt wurde. Dana Andrews wiederholte hier seine Rolle aus dem Film.

## Auszeichnungen
Elia Kazan gewann 1947 den National Board of Review Award und den New York Film Critics Circle Award für die beste Regie.
Bei der Oscar-Verleihung 1948 wurde Richard Murphys Drehbuch nominiert.

## Kritiken
Die Bewertungen fielen durchgehend sehr wohlwollend bis enthusiastisch aus.
Bosley Crowther schrieb in der Ausgabe der New York Times vom 6. März 1947, dass der hier gezeigte „Stil der Präsentation in ein Drama von seltener Klarheit und Schlagkraft geführt“ habe.

„Bumerang ist ein packendes, dem realen Leben abgegucktes Melodram, erzählt im halbdokumentarischen Stil.“

„Durchdringender Thriller aus dem wahren Leben: basierend auf einem wahren Fall, wurde der Film in einem innovativen, dokumentarischen Stil gedreht, der später häufig kopiert wurde. (…) ein Film-Meilenstein seiner Art.“

„Brilliantes Drama in jeder Hinsicht. Richard Murphys straffes Drehbuch …“

Im Lexikon des Internationalen Films heißt es: „Nach einem authentischen Fall (1927) an den Originalschauplätzen gedreht: eine packende Attacke gegen den Einfluß der Politik auf die Justiz; konsequent in sachlich-dokumentarischem Stil inszeniert.“